# Louis Hunter
Louis Hunter (Sídney, 17 de marzo de 1992) es un actor australiano. Es conocido por sus personajes de Kyle Mulroney en Out of the Blue y Nick Armstrong en The Secret Circle.

## Biografía
Hunter nació y creció en Sídney. Comenzó su carrera de actuación en teatro interpretando al Príncipe Edward en War of the Roses para la compañía de teatro de Sídney, cuyo elenco encabezó la actriz Cate Blanchett, así como el papel de Mercutio en Romeo y Julieta en el festival de la Juventud de Shakespeare.
Entre 2008 y 2009 interpretó a Kyle Mulroney en la serie australiana Out of the Blue. En 2011 interpretó durante 7 episodios a Nick Armstrong en The Secret Circle.

## Filmografía
| Cine       | Cine                          | Cine            | Cine               |
| Año        | Película                      | Rol             | Notas              |
| ---------- | ----------------------------- | --------------- | ------------------ |
| 2009       | The 7th Hunt                  | Tom             |                    |
| 2010       | Purgatory                     |                 | voz (cortometraje) |
| 2011       | White Pistol                  | Él mismo        | cortometraje       |
| 2012       | The Bunker                    |                 | cortometraje       |
| 2015       | Our Last Day as Children      | Jeremy Walter   | cortometraje       |
| 2015       | Pick Up                       | Guy             | cortometraje       |
| 2015       | Killing Animals               | Ryan            | Posproducción      |
| 2015       | Jimmy                         | Jimmy           | cortometraje       |
| Televisión |                               |                 |                    |
| Año        | Título                        | Rol             | Notas              |
| 2008-2009  | Out of the Blue               | Kyle Mulroney   | Elenco principal   |
| 2011-2012  | The Secret Circle             | Nick Armstrong  | Elenco principal   |
| 2012       | The Woodlies                  | Sevenpoints     | Voz, 7 episodios   |
| 2014       | Red Band Society              | Jay             | 1 episodio         |
| 2016       | The Fosters                   | Nick Stratos    | 13 episodios       |
| 2018       | Troya: La caída de una ciudad | Paris/Alexander | Elenco principal   |